# Plamondon (Alberta)
Plamondon est un hameau située dans le comté de Lac La Biche en Alberta au Canada.
Au recensement de la population de 2011, la population s'élevait à 345 personnes, dont un quart  de Franco-albertains et francophones.
Le hameau possède deux écoles, l'une trilingue français/anglais/russe  de près de 400 élèves et l'autre, l'école Beauséjour, unilingue francophone avec 183 élèves.
Le hameau fut fondé par Joseph Plamondon en 1905 qui s'installa en ce lieu avec d'autres colons Canadiens-français. Au milieu des années 70, des émigrants Orthodoxes vieux-croyants vinrent en provenance de Woodburn (Oregon), aujourd'hui ils représentent une minorité importante.
Le hameau de Plamondon est le lieu de rencontres des équipes francophones de Hockey sur glace. L'équipe universitaire les Frontenacs de l'université d'Alberta y a été plusieurs fois victorieuse.
Léo Piquette y naquit en 1946 et fut le député du Comté de Lac La Biche (circonscription électorale de l'Athabasca-Lac La Biche) en 1986. Voulant s'exprimer en français à l'Assemblée législative de l'Alberta il déclencha "l'Affaire Piquette" sur les droits linguistiques des minorités francophones au Canada.